# Vincent van Neerbos
V.M. (Vincent) van Neerbos (Dodewaard, 24 juli 1981) is een Nederlands bestuurder en PvdA-politicus. Sinds 8 december 2017 is hij burgemeester van West Maas en Waal.

## Biografie
Van Neerbos is geboren Dodewaard waar zijn vader wethouder is geweest. Hij ging naar de middelbare school in Zetten. Hij studeerde een jaar bestuurskunde en stapte daarna over naar geschiedenis. Tijdens zijn studie werkte hij bij een wegenbouwbedrijf en na zijn studie werkte hij bij een adviesbureau voor de publieke sector. Op 1 januari 2002 ontstond de gemeente Neder-Betuwe bij de fusie van de gemeenten Dodewaard, Echteld en Kesteren. Op die datum kwam Van Neerbos op 20-jarige leeftijd in de gemeenteraad van die fusiegemeente. In 2010 werd hij daar wethouder wat hij tot 2016 zou blijven. Daarna werd hij procesmanager voor de GGD Gelderland-Zuid en het Radboudumc. Sinds 8 december 2017 is hij de burgemeester van West Maas en Waal.